# عولم
عولم هي قرية فلسطينية في قضاء طبريا، تم احتلالها وتهجير أهلها عام 1948، تبعد 15 كيلومتر جنوب غرب مدينة طبريا. تبعد 26 كم عن طريق حدث – كفركما.

## تاريخها
حُددت عولم على أنها «أولاما» (باللاتينية: Oulamma)، المدينة البارزة التي كانت قائمة خلال الحكم الروماني لفلسطين.
وعُثر فيها على خزف من العصر البيزنطي.
وقد أطلق عليها الصليبيون اسم «هيوليم» (باللاتينية: Heulem). تسلم أسقف طبريا عشور القرية في 1144. وتنازل الأسقف عن عشوره لكنيسة جبل طابور في 1174.

### العصر العثماني
أصبحت عولم جزءاً من الدولة العثمانية في 1517، وبحلول 1596 أصبحت القرية ضمن ناحية طبريا، وهي جزء من سنجق صفد. بلغ عدد سكان القرية 12 أسرة و3 أُسر عُزاب، وقُدر عددهم بنحو 83 نسمة، جميعهم من المسلمين. وكانوا يدفعون ضريبة ثابتة قدرها 25% على القمح والشعير والماعز وخلايا النحل، بالإضافة إلى الإيرادات العرضية؛ ما مجموعه 3,409 آقجة.
تظهر خريطة لبيير جاكوتين من زمن حملة نابليون عام 1799 المكان باسم «العوالم».
حُددت قرية عولم كقرية في قضاء طبريا في 1838.
بلغ عدد سكان القرية 120 نسمة في 1859، وبلغت المساحة المزروعة 14 فداناً، بحسب القنصل البريطاني روجرز. ومع ذلك، عندما زار فيكتور غيرن القرية في 1875، وصف القرية بأنها «مهجورة». وذكر كذلك؛
«الآثار القديمة وفيرة بها. وقد لاحظت على وجه الخصوص عدداً من جذوع الأعمدة وأجزاء مختلفة من المنحوتات من بعض المباني المدمرة حالياً. أُبقي على الكنيسة، التي تحولت لاحقاً إلى مسجد ثم إلى إسطبل، في حالة جيدة. وقد بُنيت بالحجارة البيضاء والسوداء بالتناوب، البيضاء من الحجر الجيري والسوداء من البازلت. على عتبة باب المدخل الرئيسي، يمكن للمرء أن يلاحظ، في الوسط، دائرة صغيرة، كانت في السابق تحتوي على صليب، وقد مُحيت بالكامل اليوم. وفي الداخل، توجد بعض أقسام الأعمدة مُلقاة على الأرض، وتيجانها محطمة.»
وُصفت القرية في 1882 بأنها قرية زراعية يبلغ تعداد سكانها 120 نسمة، ومبنية بالطوب اللبن. وقد بنى العثمانيون مدرسة ابتدائية في هذه الفترة الزمنية.
أظهرت إحصائية السكان من حوالي 1887 أن عدد سكان عولم يبلغ حوالي 575 نسمة. جميعهم من المسلمين.

### فترة الانتداب البريطاني
استقرت قبيلة عرب المويلحات البدوية في القرية في الوقت الذي كانت فيه عولم تقع تحت الانتداب البريطاني على فلسطين. وكان في القرية مسجداً، لكن مدرستها كانت مغلقة.
بلغ عدد سكان عولم 496 نسمة؛ 487 مسلماً، 8 يهود و1 مسيحي، وفق في تعداد فلسطين 1922. وكان المسيحي الوحيد يتبع المذهب الأرثوذكسي. وقد ارتفع عدد السكان إلى 555 نسمة في تعداد 1931، جميعهم مسلمون، يسكنون في إجمالي 139 منزلاً. وكان أهل القرية يزرعون الحبوب والتين والعنب والرمان. وكانوا يحصلون على مياه الشرب والمياه المنزلية من ستة ينابيع مختلفة.
بلغ عدد سكان القرية 720 مسلماً بحسب تعداد 1945، وبلغت مساحة أراضيها الإجمالية 18,546 دونماً. مع استخدام 360 دونماً للري أو للبساتين، و11,139 دونماً للحبوب، في حين صُنف 28 دونماً على أنها أراضي مبنية (حضرية).

### حرب 1948 وما بعدها
خلال الحرب العربية الإسرائيلية في 1948، ذكرت الهاغاناه إن لواء جولاني التابع لها دخل القرية في 12 مايو، وفر السكان فور وصولهم. أصبحت عولم القرية الأخيرة في شرق الجليل الأسفل التي أُفرغت من سكانها العرب. وبحسب وليد الخالدي، «لم يبق من مباني القرية سوى ركام حجري، ولم يبق على شئ على حاله سوى نبع كان يستخدمه أهل القرية.»

## معالم القرية قبل التهجير
بلغت مساحة أراضيها 18,546 دونماً، ملك اليهود من هذه المساحة 7,725 دونماً، أي ما يعادل 41.7% من المساحة الكلية للقرية. كان في عولم ينابيع عدة حيث استخدم السكان مياه الينابيع، ولا سيما عين عولم في الشرب والأغراض المنزلية، ومن هذه الينابيع عين عولم في شمالها، وعين الرمان، وعيون طبقة الحدي في شمالها الشرقي وعيون وادي التينة في شرقها وعين الشيخ ضحوة في جنوبها وعيون وادي البيضة في جنوبها الشرقي .
ما يميز مساكن قاطنيها آن ذاك معظم مساكن عولم مشيده من الحجارة والطين، وسقفت بالأخشاب والقصب (البوص) والقليل من الحجارة والاسمنت.

## السكان
عولم عرفت باكتظاظها السكاني وينحدر بعض سكانها من أصول جزائرية كان يقطنها في عام 1931م ما يقارب ال 139 مسكناً. في عام 1945 بلغت مساحة القرية 58 دونماً، ومساحة أراضيها 18,546 دونماً، فكانت الرابعة بين قرى قضاء طبرية من حيث مساحة الأراضي.
اعتمد اقتصاد القرية على الزّراعة وتربية الماشية، وأهم المزروعات الحبوب بأنواعها، كما زرعت الخضر الصيفية والأشجار المثمرة كالتين والعنب والرمان. وفي موسم 1943/1942 كان فيها 410 دونمات مزروعة زيتوناً، منها 200 دونم مثمرة. وتركزت زراعة الأشجار المثمرة في شمال وشمال غرب وغرب القرية.
شرد اليهود سكان القرية العرب، ودمروها في عام 1948.

## القرية بعد التهجير
من آثار التهجير تبقت بقايا جدران وحجارة ابنية قديمة منقوشة، وعمود ومسنات وصهاريج واطلال (قرية ابيض) الكنعانية التي تقع بين عولم وسرين من قضاء بيسان.
لا مستعمرات إسرائيلية على أراضي القرية، وكان الصهاينة أنشأوا، في سنة 1946، مستعمرة كفار كيش [الإنجليزية] على بعد 4,5 كلم إلى الغرب من موقع القرية، على أراض تابعة لقرية معذر المجاورة.

## وصلات خارجية
- عولم ترحب بكم